# Das Lied von Mord und Totschlag
Das Lied von Mord und Totschlag (Originaltitel: Los amigos) ist ein Italowestern von Paolo Cavara aus dem Jahr 1972 mit den Stars Franco Nero und Anthony Quinn in den Hauptrollen. Deutsche Erstaufführung war am 16. August 1973. Der aus Vermarktungsgründen gewählte Alternativtitel Spiel mir das Lied von Mord und Totschlag soll an Spiel mir das Lied vom Tod erinnern. Die Hauptfigur des Films ist an die historische Persönlichkeit Erasmus „Deaf“ Smith (1787–1837) angelehnt, einen Soldaten im Texanischen Unabhängigkeitskrieg auf Seiten der Republik Texas.

## Handlung
Im Jahr 1836 hat Texas die Unabhängigkeit von Mexiko erreicht; jedoch ist die Republik lange nicht befriedet. Verschiedene Gruppen, von denen einige aus dem Ausland gesteuert werden, versuchen das Machtvakuum zu nutzen und Texas unter ihre Kontrolle zu bringen. Eine der größten dieser Gruppen wird von General Lucius Morton angeführt. Präsident Sam Houston ist jedoch gewarnt und will seinen besten Agenten, Erasmus „Deaf“ Smith, in die Gruppe einschleusen, um die Rebellion im Keim zu ersticken. Smith ist taubstumm und wird deshalb von Johnny Ears begleitet, der ihm nicht nur das Gehör ersetzt, sondern ihn auch von sonstigen Schwierigkeiten fernhält. Diese sind zahlreich, denn Morton hat vom Plan des Präsidenten gehört und weiß auch, dass der gesuchte Mann taubstumm ist.
Johnny und Smith haben unterschiedliche Ansichten, wie ihre Mission, das feindliche Fort zu infiltrieren und Waffenlieferungen zu unterbinden, durchzuführen sei. Johnny schlägt sogar vor, das Ganze abzublasen. Im Laufe der Zeit und nach etlichen Aktionen, um sie doch zu verwirklichen, ist aber klar, dass Johnny auf Smith ebenso angewiesen ist wie dieser auf ihn. Als Johnny sich in das Saloonmädchen Susie verliebt, fasst Smith den Entschluss, da die Mission ja erfolgreich beendet und die Festung vernichtet werden konnte, das Paar mitten in der Nacht zu verlassen.

## Kritiken
- Christian Keßler urteilt: (Der Film) „ist ein großformatiger Western, der sehr gut ausschaut und angemessen unterhält, ohne dabei in irgend einer Weise aus dem Rahmen zu fallen.“[1]

- Ulrich P. Bruckner hält in seinem Standardwerk Für ein paar Leichen mehr den Film für „trotz seiner großartigen Besetzung nur mäßig unterhaltsam.“[2]

- Joe Hembus im Western-Lexikon: „Die Helden haben interessante Geschichten; die politische Lage ist von interessanten Konstellationen geprägt; der ganze Film gibt sich furchtbare Mühe, interessant zu sein, bis hin zur Musik, die den Ehrgeiz hat, poppig zu sein (…). Ein Herr von Mittler tritt auf und erinnert an die US-Western der Kriegszeit, in denen manchmal Nazis versuchten, die Vereinigten Staaten vom Wilden Westen her aufzurollen. Und gelegentlich befällt einen der schreckliche Verdacht, als solle das kuriose Paar Quinn/Nero den Halleluja-Brüdern Hill/Spencer Konkurrenz machen – aber auf die interessanteste Weise der Welt natürlich, als Homosexuelle. Quinn leidet dann auch schrecklich, wenn Nero ihn mit der knalligsten Hure von Texas betrügt“.[3]

„Humorvoll gewürzte, jedoch etwas blutrünstige Abenteuergeschichte mit zwei prächtigen Schauspielertypen.“

## Bemerkungen
Filmsongs sind The ballad of Deaf & Ears und Even if you are not the first one, interpretiert von Ann Collin. Der Soundtrack erschien auf CD.